# Hiroaki Abe
Hiroaki Abe (阿部 弘毅?, Abe Hiroaki; prefettura di Yamagata, 15 marzo 1889 – Kamakura, 6 febbraio 1949) è stato un ammiraglio giapponese, attivo durante la seconda guerra mondiale.
Arruolatosi nel luglio 1911 nella Marina imperiale giapponese, dopo i corsi base sull'artiglieria navale e l'uso del siluro divenne tenente di vascello e frequentò il Corso B del Collegio navale; si specializzò quindi in naviglio silurante e servì su alcuni cacciatorpediniere tra la fine degli anni dieci e l'inizio dei venti. Nel 1922 ebbe il suo primo comando, il cacciatorpediniere Ushio, e dalla fine del 1923 fu impegnato nel Corso A del Collegio navale: due anni più tardi, nel dicembre 1925 completò gli studi ed ebbe il comando del cacciatorpediniere Kaki. Preparato capitano di corvetta, Abe passò il resto degli anni venti nella veste di istruttore presso alcuni istituti militari dell'Impero giapponese e, alla fine del 1929, fu assegnato allo stato maggiore del 2º Squadrone cacciatorpediniere. Dall'ottobre 1931 ricoprì una serie di comandi in mare: fu capitano della 1ª e 2ª Divisione cacciatorpediniere, nel 1933 ricevette la promozione a contrammiraglio e per due anni gestì la 23ª Divisione cacciatorpediniere; passò quindi a comandare l'incrociatore leggero Jintsu e la nave da battaglia Fuso. Dalla metà del 1938 riprese il servizio come istruttore e addestratore.
Dalla fine del 1940 comandò una squadriglia di cacciatorpediniere e nell'estate 1941 fu posto a capo dell'8ª Divisione incrociatori, composta dal Tone e Chikuma e facente parte della flotta di portaerei di squadra del viceammiraglio Chūichi Nagumo. Con tale incarico, Abe fu presente o partecipò all'attacco di Pearl Harbor, alla battaglia dell'Isola di Wake (fine dicembre 1941), al bombardamento di Darwin in Australia (28 febbraio 1942), all'incursione giapponese nell'Oceano Indiano e infine alla battaglia delle Midway (4-6 giugno), conclusasi con la disfatta nipponica. Nell'estate 1942 fu nominato comandante dell'11ª Divisione corazzate, alzando le sue insegne sulla Hiei e ponendo sotto il suo comando anche l'8ª Divisione incrociatori per alcuni mesi: guidò quest'unità, senza particolari ruoli, nelle battaglie aeronavali scoppiate attorno Guadalcanal tra agosto e ottobre 1942. A novembre, divenuto viceammiraglio, fu incaricato di bombardare l'aeroporto sull'isola (in mani statunitensi) con le corazzate Hiei e Kirishima, un incrociatore leggero e numerosi cacciatorpediniere. Quando però era a pochi chilometri dal tratto di costa da cannoneggiare, si scontrò letteralmente con la squadra statunitense del contrammiraglio Daniel Callaghan, inviata a protezione della testa di ponte americana; ne risultò una caotica battaglia che terminò con l'affondamento della Hiei e la ritirata di Abe.
Immediatamente rimpatriato, l'operato di Abe fu oggetto di indagini di una commissione della Marina imperiale che lo riconobbe colpevole della sconfitta. Fu costretto a dare le dimissioni nel marzo 1943; rimasto in disparte per il resto della guerra, morì all'inizio del 1949.

## Biografia

### L'inizio della carriera
Hiroaki Abe nacque il 15 marzo 1889 nella prefettura di Yamagata; in giovane età entrò nell'Accademia navale e fece parte della 39ª classe, dalla quale si diplomò il 18 luglio 1911 (ventiseiesimo su 148 allievi) ottenendo il brevetto di aspirante guardiamarina. Fu assegnato all'incrociatore protetto Soya, con il quale visse la sua prima crociera oltremare; quindi il 29 marzo 1912 fu trasferito sulla celebre nave da battaglia Mikasa. Il 1º dicembre gli fu riconosciuta la qualifica di guardiamarina e fu integrato nell'equipaggio dell'incrociatore corazzato Nisshin; un anno esatto più tardi fu ridestinato all'incrociatore protetto Chikuma e pochi mesi dopo, il 27 maggio 1914, passò a bordo dell'incrociatore da battaglia Kongo. Dopo questo primo servizio in mare, attese il Corso base alla Scuola siluristi dal 1º dicembre, giorno nel quale fu anche promosso a sottotenente di vascello; proseguì la sua formazione con la frequentazione, dal 26 maggio 1915, del Corso base alla Scuola d'artiglieria navale. Completò gli studi prima della fine dell'anno e il 13 dicembre fu imbarcato sul cacciatorpediniere di terza classe (una torpediniera) Akebono; il 21 agosto 1916 fu ancora riassegnato, questa volta all'incrociatore protetto Chitose. Il 1º dicembre 1917, divenuto tenente di vascello, Abe s'iscrisse al Corso B del Collegio navale della Marina imperiale giapponese, l'istituzione preposta a formare preparati ufficiali di stato maggiore, e fu assegnato alla 23ª classe: completati gli studi, il 15 aprile 1918 continuò a perfezionare le proprie competenze iniziando la frequentazione del Corso avanzato alla Scuola di siluramento, che lo tenne impegnato diversi mesi. Dal 1º dicembre, superato il precedente corso, poté accedere al Corso per studenti esperti della Scuola; tuttavia già il 13 fu assegnato all'equipaggio della nave officina Kanto e divenne un membro del 1º Distretto navale con quartier generale a Yokosuka. Passato il 1º febbraio 1919 a bordo del cacciatorpediniere di seconda classe Sugi, l'8 settembre di quell'anno fu integrato quale assistente nello stato maggiore della 3ª Flotta e a partire dal 1º dicembre ne fece parte a pieno titolo come ufficiale.

### Gli anni venti e trenta
Il 10 novembre 1921 Abe tornò a espletare il proprio servizio in mare come capo dell'armamento silurante del cacciatorpediniere Yamakaze, nave ammiraglia di una formazione di cacciatorpediniere, sul quale ebbe occasione di affinare le proprie abilità. Il 20 luglio 1922 gli fu affidato il suo primo comando, il cacciatorpediniere Ushio, che mantenne per quasi tutto il resto dell'anno: il 1º dicembre fu infatti posto a dirigere il cacciatorpediniere Hatsuyuki. Dopo tale esperienza di comandante, il 1º maggio 1923 tornò in un ruolo subordinato come ufficiale addetto alla dotazione silurante a bordo dell'incrociatore leggero Tama, anch'esso una nave ammiraglia. Tornato a terra, ricevette la promozione a capitano di corvetta e il 1º dicembre cominciò gli studi del Corso A del Collegio navale; il percorso formativo richiese due anni di costante impegno, culminato con l'ottenimento del diploma e l'assegnazione, il 1º dicembre 1925, al cacciatorpediniere di seconda classe Kaki in qualità di comandante. Un anno più tardi divenne istruttore sia alla Scuola di siluramento, sia alla Scuola d'artiglieria navale. Dal 16 dicembre 1927, a questi due incarichi Abe affiancò anche il lavoro di istruttore alla Scuola militare di artiglieria pesante; infine, il 1º aprile 1928 fu chiamato a coprire il ruolo d'istruttore anche alla Scuola navale sommergibili. Il 10 dicembre di quell'anno fu rimosso da tali incarichi, durante i quali si era distinto, ed elevato al grado di capitano di fregata. Dopo un anno circa di ridotta attività militare, il 30 novembre 1929 fu assegnato allo stato maggiore del 2º Squadrone cacciatorpediniere, con il quale rimase a lungo.
Il 31 ottobre 1931, Abe fu investito del primo comando di un'unità complessa quando fu posto a capo della 1ª Divisione cacciatorpediniere; quindi il 16 maggio 1932 fu distaccato al 2º Distretto navale (Kure) per alcuni mesi. Il 15 novembre ebbe la nomina a comandante della 2ª Divisione cacciatorpediniere, seguita dalla promozione a capitano di vascello il 1º dicembre. Un anno più tardi, il 15 novembre 1933, passò a dirigere la 23ª Divisione cacciatorpediniere, il cui controllo mantenne per circa un anno prima di essere trasferito al Collegio navale come istruttore: questa mansione durò a lungo. Solo il 1º dicembre 1936 tornò a servire in mare, in qualità di capitano dell'incrociatore leggero Jintsu. Il 1º dicembre 1937 Abe assunse il comando della nave da battaglia Fuso, mantenendolo però per pochi mesi, giacché il 1º aprile 1938 fu distaccato quale attendente allo stato maggiore generale della marina: qui gli fu assegnato il comando della 14ª Gruppo aereo. Promosso contrammiraglio il 15 novembre, un mese più tardi fu spostato all'Accademia navale con la doppia qualifica di istruttore capo e addestratore capo.

### La seconda guerra mondiale

#### 1939-1941
Abe continuò a lavorare nell'ambito della formazione delle nuove reclute per tutto il 1939 e gran parte del 1940. Il 1º novembre di quell'anno fu brevemente trasferito allo stato maggiore della 4ª Flotta come assistente, quindi il 15 novembre gli fu conferito il comando della 6ª Squadriglia cacciatorpediniere, che guidò per vari mesi. Il 21 luglio 1941, mentre i rapporti diplomatici con gli Stati Uniti e le potenze occidentali peggioravano, fu richiamato e rimase un paio di settimane allo stato maggiore generale della marina, quindi il 1º agosto ebbe il comando della recentemente istituita 8ª Divisione incrociatori (Tone, Chikuma). Tale unità fu aggregata alla 1ª Flotta aerea del viceammiraglio Chūichi Nagumo con compiti di scorta e protezione alle sei portaerei di squadra che la componevano, assieme ad altre navi. Abe divenne il comandante in seconda di questa formazione, con la quale partecipò, indirettamente, all'attacco di Pearl Harbor del 7 dicembre 1941. Sulla rotta del ritorno, fu distaccato con la sua divisione, alcuni cacciatorpediniere e le portaerei Soryu e Hiryu alla volta dell'Isola di Wake, dove la piccola guarnigione statunitense aveva respinto l'attacco del contrammiraglio Sadamichi Kajioka: Abe assunse dunque il comando dell'operazione, che si concluse il 23 dicembre con l'occupazione dell'isola.

#### 1942
Sempre al comando dell'8ª Divisione incrociatori, accompagnò le portaerei di Nagumo nei raid sui possedimenti anglo-australiani nell'arcipelago di Bismarck e in Nuova Guinea, su Darwin in Australia e prese parte all'incursione giapponese nell'Oceano Indiano nella prima decade dell'aprile 1942. Nel corso della cruciale battaglia aeronavale di Midway (4-6 giugno) poté fare poco per impedire che le portaerei Soryu, Hiryu, Kaga e Akagi fossero affondate dai bombardieri in picchiata americani. Dopo il ritorno in Giappone, il 14 luglio Abe fu posto a capo dell'11ª Divisione corazzate, che riuniva la Hiei e la Kirishima, tolte alla 3ª Divisione corazzate, e aveva in subordine anche l'8ª Divisione incrociatori (Tone, Chikuma). Fu presente alla battaglia delle Salomone Orientali (24-25 agosto), il primo scontro aeronavale direttamente connesso alla campagna di Guadalcanal: nell'occasione egli, sempre alle dipendenze del viceammiraglio Nagumo, comandava la Hiei (ammiraglia) e la Kirishima, la 7ª Divisione incrociatori del contrammiraglio Shōji Nishimura (Suzuya, Kumano), il solo Chikuma e la 10ª Squadriglia cacciatorpediniere del contrammiraglio Susumu Kimura, imbarcato sull'incrociatore leggero Nagara che conduceva sei cacciatorpediniere. Nel corso dello scontro un idrovolante del Chikuma segnalò la posizione della Task force 16, che aveva già attaccato e affondato la portaerei leggera Ryujo; la battaglia tuttavia si consumò in una serie di scontri aerei sfavorevoli alla flotta giapponese, che alla fine si ritirò.

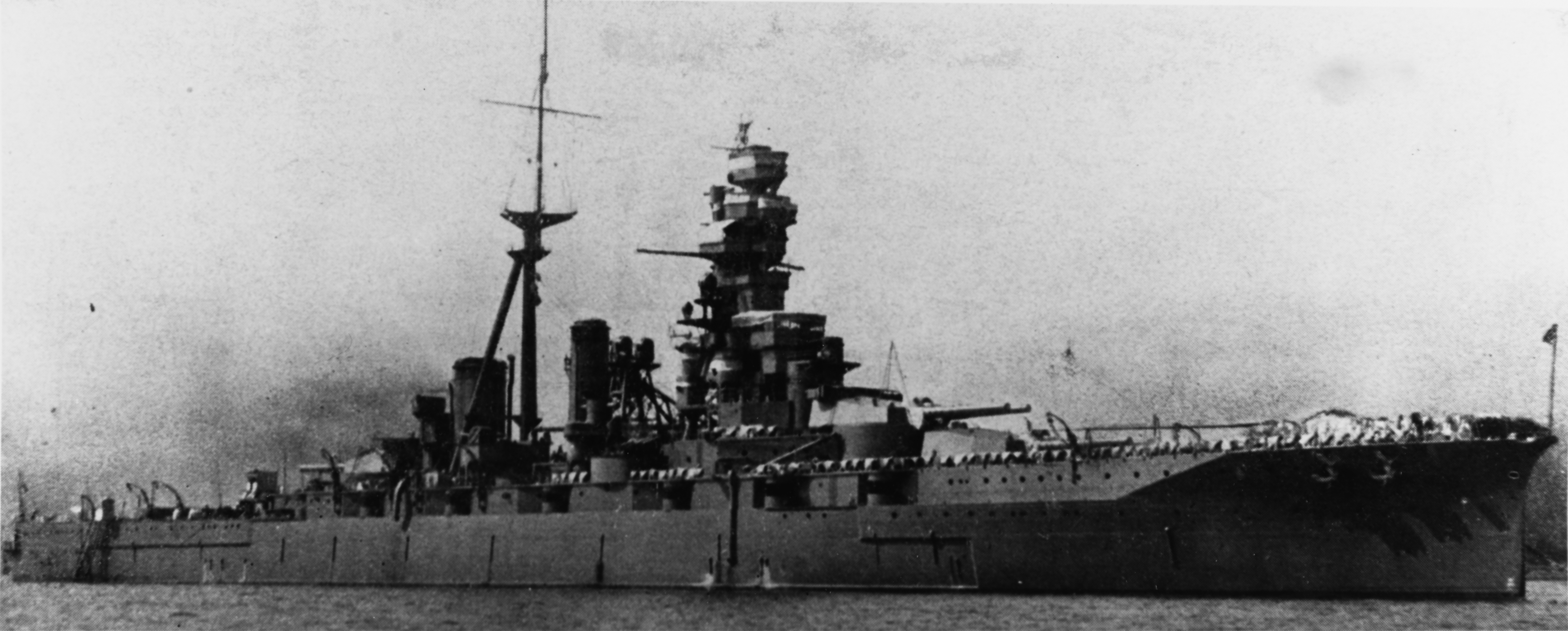
La Hiei, la nave da battaglia ammiraglia di Abe nell'ultima parte della sua carriera

A fine ottobre, Abe scortò nuovamente le portaerei Zuikaku, Shokaku, Zuiho al comando delle stesse navi, eccettuato il Kumano (che fu sostituito dal Tone e da un ulteriore cacciatorpediniere), nella battaglia delle isole Santa Cruz; nel corso del combattimento, due portaerei furono gravemente danneggiate ma i velivoli giapponesi riuscirono, a loro volta, a rendere inutilizzabile la portaerei USS Hornet: dunque il viceammiraglio Nobutake Kondō, a capo di tutte le forze in mare, inviò Abe con una parte delle sue unità per tentare di prenderla a rimorchio. Tuttavia l'unità era troppo danneggiata ed egli la fece affondare alle 01:35 del 27 ottobre, giorno nel quale la battaglia si concluse con esito incerto e, ancora, perdite pesanti tra l'aviazione imbarcata.
Il 1º novembre 1942, Abe fu promosso viceammiraglio. Nei giorni seguenti fu incaricato dall'ammiraglio Isoroku Yamamoto (comandante in capo della Flotta Combinata) di condurre a termine un'importante operazione: bombardare Henderson Field, l'aeroporto di Guadalcanal in mano statunitense, in modo da sgombrare la via al convoglio del contrammiraglio Raizō Tanaka con a bordo sostanziosi rinforzi per la guarnigione sull'isola. Abe salpò all'alba del 12 novembre da un punto a est dell'isola di Santa Isabel, dove erano convenute le corazzate Hiei e Kirishima, l'incrociatore leggero Nagara e undici cacciatorpediniere. Egli, però, non era particolarmente convinto della missione, che ricalcava quella dell'11 ottobre condotta dal collega e amico Aritomo Gotō e terminata in un'imprevista battaglia, nella quale Gotō aveva perso la vita. Localizzato nella tarda mattinata, passò dalla formazione a semicerchio a uno schieramento a "V", con il Nagara in testa, sei cacciatorpediniere a ventaglio e le navi da battaglia dietro. Pose infine gli altri cinque cacciatorpediniere davanti. Abe non dette una buona prova di sé nella fase d'avvicinamento: mantenne la complessa formazione anche in mezzo ai fitti acquazzoni nell'ultima parte del viaggio; poi, verso mezzanotte del 13 novembre, invertì la rotta e ridusse la velocità, scombinando la formazione; infine rimise la prua a sud-est, aumentando la confusione tra le sue navi, tanto che i cinque cacciatorpediniere d'avanguardia si ritrovarono quasi in fondo alla squadra e non poterono eseguire l'ordine, pervenuto loro alle 00:46, di pattugliare le acque tra Guadalcanal e l'isola di Savo. Perciò, non ricevendo messaggi, Abe ritenne di avere campo libero e corse a tutta forza verso est-sud-est, ovvero su una rotta reciproca a quella del Task group 67.4 del contrammiraglio Daniel Callaghan (due incrociatori pesanti, due leggeri, otto cacciatorpediniere), che peraltro perse coesione a causa dei contraddittori rilevamenti dei radar. Verso le 01:50, le due flotte cozzarono l'una contro l'altra e scoppiò una violenta e confusa battaglia: la Hiei finì in mezzo ad alcuni cacciatorpediniere statunitensi e fu colpita dai pezzi di piccolo calibro; Abe rimase ferito. Il furioso scontro durò meno di un'ora e costò molte perdite al Task group 67.2 ma Abe, disorientato e sofferente, non si rese conto che la vittoria era vicina; il giorno successivo abbandonò la Hiei, crivellata di colpi e bersaglio degli aerei di Guadalcanal, che nel tardo pomeriggio ordinò di far affondare.
Giunto a Rabaul, Abe ricevette un messaggio da parte di Yamamoto, che lo riprese aspramente per non aver lasciato a galla la Hiei e stornare il più possibile le forze aeree dal convoglio in avvicinamento, il quale nel corso del 13 novembre ebbe affondate diverse navi. Lo sollevò dunque dal comando dell'operazione, che passò sotto la responsabilità del viceammiraglio Kondō.

### Dimissioni e morte
Rapidamente trasportato in Giappone, il 20 dicembre Abe fu rimosso da ogni incarico e posto temporaneamente alle dipendenze dello stato maggiore generale. L'ingiustificato ripiegamento e l'apparente mancanza di aggressività autorizzarono l'istituzione di una commissione apposita: furono raccolte testimonianze degli ordini contraddittori dati dal viceammiraglio e si appurò che egli non aveva avuto la presenza di spirito di tenersi a distanza dal nemico per consentire ai propri artiglieri di ricaricare i cannoni da 355 mm della Hiei e della Kirishima con granate perforanti al posto di quelle a frammentazione. Il 15 marzo 1943 fu posto in stato di attesa di incarichi e il 20 marzo fu obbligato a lasciare la marina.
Esautorato, Abe visse gli ultimi anni lavorando come assistente al Collegio navale e non ebbe più parte nella guerra. Dopo la resa del Giappone il 15 agosto 1945, non fu preso in custodia né processato dagli Alleati. Si spense il 6 febbraio 1949, all'età di 59 anni, nella città di Kamakura.